# ميرفي
مرفي (بالإنجليزية: Murphy)‏ هي مدينة أمريكية ومركز مقاطعة تشيروكي في ولاية كارولاينا الشمالية في الولايات المتحدة الأمريكية.

## التركيبة السكانية
حدّد مكتب تعداد الولايات المتحدة بيانات التركيبة السكانية لميرفي في تعداد الولايات المتحدة. في ما يلي، التركيبة السكانية حسب تعدادي 2000 و2010.

### تعداد عام 2000
بلغ عدد سكان ميرفي 1,568 نسمة بحسب تعداد عام 2000، وبلغ عدد الأسر 725 أسرة وعدد العائلات 440 عائلة مقيمة في البلدة. في حين سجلت الكثافة السكانية 227.6 نسمة لكل كيلومتر مربع (589.5/ميل2). وبلغ عدد الوحدات السكنية 819 وحدة بمتوسط كثافة قدره 118.9 لكل كيلومتر مربع (307.9/ميل2).
وتوزع التركيب العرقي للبلدة بنسبة 89.60% من البيض و5.48% من الأمريكيين الأفارقة و1.28% من الأمريكيين الأصليين و1.34% من الأمريكيين ذوي الأصول الآسيوية و1.15% من الأعراق الأخرى و1.15% من عرقين مختلطين أو أكثر و2.87% من الهسبانيون أو اللاتينيون من أي عرق.
بلغ عدد الأسر 725 أسرة كانت نسبة 25.5% منها لديها أطفال تحت سن الثامنة عشر تعيش معهم، وبلغت نسبة الأزواج القاطنين مع بعضهم البعض 41.5% من أصل المجموع الكلي للأسر، ونسبة 15.6% من الأسر كان لديها معيلات من الإناث دون وجود شريك،  بينما كانت نسبة 3.6% من الأسر لديها معيلون من الذكور دون وجود شريكة وكانت نسبة 39.3% من غير العائلات. تألفت نسبة 36.4% من أصل جميع الأسر من عدة أفراد يعيشون في نفس المنزل ونسبة 21.2% كانت تتألف من شخص يعيش بمفرده يبلغ من العمر 65 عاماً أو أكثر. وبلغ متوسط حجم الأسرة المعيشية 2.13، أما متوسط حجم العائلات فبلغ 2.71.
بلغ العمر الوسطي للسكان 42.8 عاماً. وكانت نسبة 20.2% من القاطنين تحت سن الثامنة عشر، وكانت نسبة 8.2% بين الثامنة عشر والرابعة والعشرين عاماً، ونسبة 22.6% كانت واقعةً في الفئة العمرية ما بين الخامسة والعشرين والرابعة والأربعين عاماً، ونسبة 23.1% كانت ما بين الخامسة والأربعين والرابعة والستين، ونسبة 24.2% كانت ضمن فئة الخامسة والستين عاماً فما فوق. يوجد لكل 100 أنثى 84.8 ذكر، ويوجد لكل 100 أنثى في الثامنة عشر من عمرها فما فوق 77.6 ذكر.
بلغ متوسط دخل الأسرة في البلدة 24,952 دولارًا، أما متوسط دخل العائلة فبلغ 35,234 دولارًا. وكان متوسط دخل الذكور 30,395 دولارًا مقابل 16,908 دولارًا للإناث. وسجل دخل الفرد الخاص بالبلدة 16,926 دولارًا. وكانت نسبة 16.7% من العائلات ونسبة 22.9% من السكان تحت خط الفقر، وكان من هؤلاء نسبة 36.2% تحت سن الثامنة عشر ونسبة 21.4% في الخامسة والستين من العمر وما فوق.

### تعداد عام 2010
بلغ عدد سكان ميرفي 1,627 نسمة بحسب تعداد عام 2010، وبلغ عدد الأسر 703 أسرة وعدد العائلات 389 عائلة مقيمة في البلدة. في حين سجلت الكثافة السكانية 236.1 نسمة لكل كيلومتر مربع (611.5/ميل2). وبلغ عدد الوحدات السكنية 860 وحدة بمتوسط كثافة قدره 124.8 لكل كيلومتر مربع (323.2/ميل2).
وتوزع التركيب العرقي للبلدة بنسبة 87.58% من البيض و4.12% من الأمريكيين الأفارقة و2.46% من الأمريكيين الأصليين و2.09% من الأمريكيين ذوي الأصول الآسيوية و1.35% من الأعراق الأخرى و2.40% من عرقين مختلطين أو أكثر و4.18% من الهسبانيون أو اللاتينيون من أي عرق.
بلغ عدد الأسر 703 أسرة كانت نسبة 26.2% منها لديها أطفال تحت سن الثامنة عشر تعيش معهم، وبلغت نسبة الأزواج القاطنين مع بعضهم البعض 35.3% من أصل المجموع الكلي للأسر، ونسبة 15.5% من الأسر كان لديها معيلات من الإناث دون وجود شريك،  بينما كانت نسبة 4.6% من الأسر لديها معيلون من الذكور دون وجود شريكة وكانت نسبة 44.7% من غير العائلات. تألفت نسبة 40.3% من أصل جميع الأسر من عدة أفراد يعيشون في نفس المنزل ونسبة 18.6% كانت تتألف من شخص يعيش بمفرده يبلغ من العمر 65 عاماً أو أكثر. وبلغ متوسط حجم الأسرة المعيشية 2.12، أما متوسط حجم العائلات فبلغ 2.84.
بلغ العمر الوسطي للسكان 41.5 عاماً. وكانت نسبة 19.4% من القاطنين تحت سن الثامنة عشر، وكانت نسبة 8.6% بين الثامنة عشر والرابعة والعشرين عاماً، ونسبة 27% كانت واقعةً في الفئة العمرية ما بين الخامسة والعشرين والرابعة والأربعين عاماً، ونسبة 25.4% كانت ما بين الخامسة والأربعين والرابعة والستين، ونسبة 19.5% كانت ضمن فئة الخامسة والستين عاماً فما فوق. وتوزع التركيب الجنسي للسكان بنسبة 47.9% ذكور و52.1% إناث.

## المناخ
يظهر الجدول التالي التغييرات المناخية على مدار السنة لميرفي:
| البيانات المناخية لـميرفي            | البيانات المناخية لـميرفي | البيانات المناخية لـميرفي | البيانات المناخية لـميرفي | البيانات المناخية لـميرفي | البيانات المناخية لـميرفي | البيانات المناخية لـميرفي | البيانات المناخية لـميرفي | البيانات المناخية لـميرفي | البيانات المناخية لـميرفي | البيانات المناخية لـميرفي | البيانات المناخية لـميرفي | البيانات المناخية لـميرفي | البيانات المناخية لـميرفي |
| الشهر                                | يناير                     | فبراير                    | مارس                      | أبريل                     | مايو                      | يونيو                     | يوليو                     | أغسطس                     | سبتمبر                    | أكتوبر                    | نوفمبر                    | ديسمبر                    | المعدل السنوي             |
| ------------------------------------ | ------------------------- | ------------------------- | ------------------------- | ------------------------- | ------------------------- | ------------------------- | ------------------------- | ------------------------- | ------------------------- | ------------------------- | ------------------------- | ------------------------- | ------------------------- |
| الدرجة القصوى °ف (°م)                | 76 (24)                   | 81 (27)                   | 88 (31)                   | 92 (33)                   | 91 (33)                   | 98 (37)                   | 100 (38)                  | 99 (37)                   | 96 (36)                   | 89 (32)                   | 84 (29)                   | 77 (25)                   | 100 (38)                  |
| متوسط درجة الحرارة الكبرى °ف (°م)    | 49.2 (9.6)                | 53.1 (11.7)               | 61.2 (16.2)               | 69.8 (21.0)               | 76.8 (24.9)               | 83.4 (28.6)               | 86.4 (30.2)               | 85.9 (29.9)               | 80.4 (26.9)               | 71.2 (21.8)               | 61.7 (16.5)               | 51.5 (10.8)               | 69.2 (20.7)               |
| متوسط درجة الحرارة الصغرى °ف (°م)    | 25.8 (−3.4)               | 28.5 (−1.9)               | 33.9 (1.1)                | 41.0 (5.0)                | 50.3 (10.2)               | 59.3 (15.2)               | 63.5 (17.5)               | 62.8 (17.1)               | 56.0 (13.3)               | 43.6 (6.4)                | 34.5 (1.4)                | 28.1 (−2.2)               | 43.9 (6.6)                |
| أدنى درجة حرارة °ف (°م)              | −16 (−27)                 | −4 (−20)                  | −3 (−19)                  | 18 (−8)                   | 25 (−4)                   | 33 (1)                    | 46 (8)                    | 48 (9)                    | 28 (−2)                   | 21 (−6)                   | 6 (−14)                   | −4 (−20)                  | −16 (−27)                 |
| الهطول إنش (مم)                      | 5.50 (140)                | 5.26 (134)                | 4.84 (123)                | 4.33 (110)                | 5.04 (128)                | 4.84 (123)                | 5.13 (130)                | 4.27 (108)                | 4.47 (114)                | 3.22 (82)                 | 4.85 (123)                | 5.24 (133)                | 57.00 (1٬448)             |
| متوسط تساقط الثلوج إنش (سم)          | 2.2 (5.6)                 | 1.2 (3.0)                 | 0.7 (1.8)                 | 0 (0)                     | 0 (0)                     | 0 (0)                     | 0 (0)                     | 0 (0)                     | 0 (0)                     | 0 (0)                     | 0.1 (0.25)                | 1.2 (3.0)                 | 5.3 (13)                  |
| متوسط أيام هطول الأمطار (≥ 0.01 in)  | 11.0                      | 10.2                      | 10.7                      | 10.1                      | 10.9                      | 11.2                      | 12.0                      | 10.4                      | 8.6                       | 7.6                       | 9.7                       | 10.9                      | 123.3                     |
| متوسط الأيام المثلجة (≥ 0.1 in)      | 0.9                       | 0.7                       | 0.1                       | 0                         | 0                         | 0                         | 0                         | 0                         | 0                         | 0                         | 0.1                       | 0.7                       | 2.5                       |
| المصدر: NOAA (extremes 1879–present) |                           |                           |                           |                           |                           |                           |                           |                           |                           |                           |                           |                           |                           |